# Bambi-Verleihung 1996
Die 48. Bambi-Verleihung fand am 27. Oktober 1996 im Gewandhaus in Leipzig statt.

## Die Verleihung
Peter Alexander erhielt einen Bambi für sein Lebenswerk. Es war sein zehnter und letzter Bambi – nur Heinz Rühmann hatte mit 12 mehr. Der Ehrenbambi ging an den Transplantationschirurg Professor Jochen Hoyer, der einem seiner Patienten eine Niere spendete. Er wollte damit zu mehr Organspenden werben und zeigen, dass die Risiken für den Spender bei Nierenspenden gering sind. Damit griff er aber auch in die Diskussionen um die moralische Seite der Lebendspenden ein (Stichwort „Organhandel“). Zudem war diese Art der Organspende zu Gunsten eines Fremden bereits wenig später strafbar.

## Preisträger
Aufbauend auf die Bambidatenbank.

### Leserwahl Beliebteste Talkshow
Jürgen Fliege für Fliege
Boulevard Bio
Hans Meiser

### Charity
Liz Mohn

### Ehrenbambi
Jochen Hoyer

### Film International
Arnold Schwarzenegger

 Laudatio: Désirée Nosbusch

### Film National
Detlev Buck und Heike Makatsch für Männerpension

### Klassik
Siegfried Jerusalem

### Kultur
Leander Haußmann

### Lebenswerk
Peter Alexander

 Laudatio: Rudi Carrell

### Mode
Vivienne Westwood

### Pop International
Céline Dion

### Pop National
Pur

### Shooting Star
Fools Garden

 Laudatio: Die Prinzen

### Sport
Markus Babbel, Oliver Bierhoff, Fredi Bobic, Jürgen Klinsmann, Stefan Kuntz, Mehmet Scholl, Thomas Strunz, Berti Vogts und Christian Ziege für die deutsche Fußballnationalmannschaft

### Fernsehmoderation
Jürgen von der Lippe

 Laudatio: Harald Schmidt

### Wirtschaft
Helmut Werner